# Liga Europy UEFA (2018/2019)/Faza kwalifikacyjna (ścieżka mistrzowska)
Artykuł prezentuje szczegółowe dane dotyczące rozegranych meczów mających na celu wyłonienie 8 drużyn piłkarskich, które wzięły udział w fazie grupowej Ligi Europy UEFA 2018/2019, dzięki wygraniu ścieżki mistrzowskiej kwalifikacji. Faza kwalifikacyjna w tej ścieżce trwała od 26 lipca do 30 sierpnia 2018 i wystartowało w niej 35 zespołów.

## Terminarz
| Faza         | Runda                        | Data losowania  | Pierwszy mecz    | Rewanż           |
| ------------ | ---------------------------- | --------------- | ---------------- | ---------------- |
| Kwalifikacje | Druga runda kwalifikacyjna   | 19 czerwca 2018 | 26 lipca 2018    | 2 sierpnia 2018  |
| Kwalifikacje | Trzecia runda kwalifikacyjna | 23 lipca 2018   | 9 sierpnia 2018  | 16 sierpnia 2018 |
| Play-off     | Play-off                     | 6 sierpnia 2018 | 23 sierpnia 2018 | 30 sierpnia 2018 |

## II runda kwalifikacyjna

### Uczestnicy
Do startu w II rundzie kwalifikacji w ścieżce mistrzowskiej uprawnionych było 18 drużyn  (15 z I rundy kwalifikacji Ligi Mistrzów i 3 z rundy wstępnej kwalifikacji Ligi Mistrzów).

### Podział na koszyki
Zespoły podzielono na 3 koszyki. Za rozstawione drużyny uznano zespoły, które odpadły w I rundzie kwalifikacyjnej Ligi Mistrzów UEFA, natomiast za nierozstawione uznano zespoły, które odpadły w Rundzie wstępnej kwalifikacji Ligi Mistrzów UEFA.
| Grupa 1                | Grupa 1 |
| ---------------------- | ------- |
| Drużyny rozstawione    |         |
| Drużyna                |         |
| The New Saints F.C.    |         |
| Zrinjski Mostar        |         |
| Valletta FC            |         |
| Víkingur Gøta          |         |
| Torpedo Kutaisi        |         |
| Drużyny nierozstawione |         |
| Drużyna                |         |
| Lincoln Red Imps       |         |

| Grupa 2                | Grupa 2 |
| ---------------------- | ------- |
| Drużyny rozstawione    |         |
| Drużyna                |         |
| F91 Dudelange          |         |
| Alaszkert              |         |
| Sutjeska Nikšić        |         |
| Valur                  |         |
| Drita Gnjilane         |         |
| Drużyny nierozstawione |         |
| Drużyna                |         |
| FC Santa Coloma        |         |

| Grupa 3                | Grupa 3 |
| ---------------------- | ------- |
| Drużyny rozstawione    |         |
| Drużyna                |         |
| APOEL Nikozja          |         |
| Crusaders F.C.         |         |
| Olimpija Lublana       |         |
| Spartaks Jūrmala       |         |
| Flora Tallinn          |         |
| Drużyny nierozstawione |         |
| Drużyna                |         |
| SP La Fiorita          |         |

### Pary II rundy kwalifikacyjnej
| Drużyna 1                            | Wynik dwumeczu | Drużyna 2        | Pierwszy mecz | Drugi mecz |
| ------------------------------------ | -------------- | ---------------- | ------------- | ---------- |
| The New Saints F.C.                  | 3:2            | Lincoln Red Imps | 2:1           | 1:1        |
| Torpedo Kutaisi                      | 7:0            | Víkingur Gøta    | 3:0           | 4:0        |
| Zrinjski Mostar                      | 3:2            | Valletta FC      | 1:1           | 2:1        |
| FC Santa Coloma                      | 1:3            | Valur            | 1:0           | 0:3        |
| Sutjeska Nikšić                      | 0:1            | Alaszkert        | 0:1           | 0:0        |
| F91 Dudelange                        | 3:2            | Drita Gnjilane   | 2:1           | 1:1        |
| Spartaks Jūrmala                     | 9:0            | SP La Fiorita    | 6:0           | 3:0        |
| APOEL Nikozja                        | 5:2            | Flora Tallinn    | 5:0           | 0:2        |
| Olimpija Lublana                     | 6:2            | Crusaders F.C.   | 5:1           | 1:1        |
| Po lewej gospodarz pierwszego meczu. |                |                  |               |            |

### Pierwsze mecze
| 126 lipca 2018 | The New Saints F.C.  | 2:1   | Lincoln Red Imps |                                                            |
| 20:00 CET      | Ebbe 6' · Hudson 83' | (1:1) | 31' Chipolina    | Park Hall, Oswestry Widzów: 623 Sędzia: Thorvaldur Árnason |

| 226 lipca 2018 | Torpedo Kutaisi                           | 3:0   | Víkingur Gøta |                                                                          |
| 18:00 CET      | Kapanadze 27' · Kimadze 73' · Kutalia 84' | (1:0) |               | Stadion im. Ramaza Szengeli, Kutaisi Widzów: 4 585 Sędzia: Artyom Kuchin |

| 326 lipca 2018 | Zrinjski Mostar | 1:1   | Valletta FC    |                                                                       |
| 19:00 CET      | Bilbija 51'     | (0:0) | 90' Fontanella | Stadion pod Bijelim Brijegom, Mostar Widzów: 3 100 Sędzia: Neil Doyle |

| 426 lipca 2018 | FC Santa Coloma      | 1:0   | Valur |                                                                                  |
| 20:00 CET      | Eiríksson 72' (sam.) | (0:0) |       | Estadi Comunal d’Andorra la Vella, Andora Widzów: 385 Sędzia: Sebastian Colţescu |

| 526 lipca 2018 | Sutjeska Nikšić | 0:1   | Alaszkert     |                                                                 |
| 20:00 CET      |                 | (0:1) | 11' Zeljković | Stadion Kraj Bistrice, Nikšić Widzów: 2 000 Sędzia: Alain Bieri |

| 626 lipca 2018 | F91 Dudelange               | 2:1   | Drita Gnjilane |                                                                   |
| 18:30 CET      | Perez 66' · Turpel 81' (k.) | (0:1) | 45+2' Shabani  | Stade Jos Nosbaum, Dudelange Widzów: 737 Sędzia: Leontios Trattou |

| 726 lipca 2018 | Spartaks Jūrmala                                                    | 6:0   | SP La Fiorita |                                                            |
| 17:00 CET      | Kobzar 6', 26' · Maleyev 20' · Šlampe 64' · Smith 66' · Stuglis 73' | (3:0) |               | Stadion Slokas, Jurmała Widzów: 648 Sędzia: Vitali Meshkov |

| 826 lipca 2018 | APOEL Nikozja                                                           | 5:0   | Flora Tallinn |                                                        |
| 19:00 CET      | Tavares 25' · Souza 44' · Morais 47' (k.) · Sallai 73' · Dellatorre 78' | (2:0) |               | Stadion GSP, Nikozja Widzów: 9 836 Sędzia: Marco Fritz |

| 926 lipca 2018 | Olimpija Lublana                                 | 5:1   | Crusaders F.C.  |                                                            |
| 20:00 CET      | Boateng 30', 68' · Črnic 56', 75' · Kadrić 90+2' | (1:0) | 73' (sam.) Ilič | Stadion Stožice, Lublana Widzów: 2 980 Sędzia: Enea Jorgji |

### Rewanże
| 12 sierpnia 2018 | Lincoln Red Imps | 1:1   | The New Saints F.C. |                                                                |
| 19:00 CET        | Romero 41'       | (1:0) | 82' Ebbe            | Victoria Stadium, Gibraltar Widzów: 546 Sędzia: Petri Viljanen |

| 22 sierpnia 2018 | Víkingur Gøta | 0:4   | Torpedo Kutaisi                                           |                                                         |
| 20:00 CET        |               | (0:2) | 11' Lačný · 24' Kobakhidze · 59' Azatskiy · 81' Kapanadze | Svangaskarð, Toftir Widzów: 300 Sędzia: Simon Lee Evans |

| 32 sierpnia 2018 | Valletta FC | 1:2   | Zrinjski Mostar             |                                                                  |
| 18:00 CET        | Borg 56'    | (0:1) | 31' Barišić · 66' Filipović | Centenary Stadium, Ta’ Qali Widzów: 1 310 Sędzia: Rade Obrenovič |

| 42 sierpnia 2018 | Valur                                           | 3:0   | FC Santa Coloma |                                                        |
| 22:00 CET        | Lárusson 53' · Eiríksson 63' · Adolphsson 90+4' | (0:0) |                 | Hlíðarendi, Reykjavík Widzów: 825 Sędzia: Irfan Peljto |

| 52 sierpnia 2018 | Alaszkert | 0:0   | Sutjeska Nikšić |                                                                    |
| 17:00 CET        |           | (0:0) |                 | Stadion Hanrapetakan, Erywań Widzów: 6 735 Sędzia: Ivaylo Stoyanov |

| 62 sierpnia 2018 | Drita Gnjilane | 1:1   | F91 Dudelange |                                                                                           |
| 20:45 CET        | Limani 26'     | (1:0) | 46' Stumpf    | Stadion Olimpijski im. Adema Jashariego, Mitrowica Widzów: 2 200 Sędzia: Michael Tykgaard |

| 72 sierpnia 2018 | SP La Fiorita | 0:3   | Spartaks Jūrmala               |                                                                  |
| 20:45 CET        |               | (0:2) | 26', 65' Smith · 45+2' Aguirre | Stadio Tullo Morgagni, Forlì Widzów: 224 Sędzia: Alan Mario Sant |

| 82 sierpnia 2018 | Flora Tallinn       | 2:0   | APOEL Nikozja |                                                         |
| 18:00 CET        | Kams 32' · Poom 37' | (2:0) |               | Stadion GSP, Nikozja Widzów: 801 Sędzia: Amaury Delerue |

| 92 sierpnia 2018 | Crusaders F.C. | 1:1   | Olimpija Lublana |                                                       |
| 21:00 CET        | Heatley 41'    | (1:1) | 15' Kapun        | Seaview, Belfast Widzów: 1 080 Sędzia: Oliver Drachta |

## III runda kwalifikacyjna

### Uczestnicy
Do startu w III rundzie kwalifikacji w ścieżce mistrzowskiej uprawnionych było 20 drużyn  (10 z II rundy kwalifikacji Ligi Mistrzów dla mistrzów, 9 z poprzedniej rundy oraz drużyna, która została wylosowana jako ta, która spośród zespołów, które odpadły w I rundzie kwalifikacji Ligi Mistrzów, ma zapewniony awans do III rundy kwalifikacyjnej bez rozgrywania dwumeczu w II rundzie).

### Podział na koszyki
Przegrani dwumeczów II rundy kwalifikacyjnej dla mistrzów, zostali uznani za zespoły rozstawione i natomiast zespoły, które wygrały swoje dwumecze w II rundzie kwalifikacyjnej Ligi Europy dla mistrzów zostały uznane za zespoły nierozstawione.
| Drużyny rozstawione    |
| Drużyna                |
| Łudogorec Razgrad      |
| Legia Warszawa         |
| HJK Helsinki           |
| Sheriff Tyraspol       |
| CFR Cluj               |
| Drużyny nierozstawione |
| Drużyna                |
| Zrinjski Mostar        |
| F91 Dudelange          |
| Olimpija Lublana       |
| Valur                  |
| Alaszkert              |

| Drużyny rozstawione    |
| Drużyna                |
| Rosenborg BK           |
| FC Midtjylland         |
| Kukësi                 |
| Hapoel Beer Szewa      |
| Sūduva Mariampol       |
| Drużyny nierozstawione |
| Drużyna                |
| APOEL Nikozja          |
| The New Saints F.C.    |
| Torpedo Kutaisi        |
| Spartaks Jūrmala       |
| Cork City              |

### Pary III rundy kwalifikacyjnej
| Drużyna 1                            | Wynik dwumeczu | Drużyna 2        | Pierwszy mecz | Drugi mecz |
| ------------------------------------ | -------------- | ---------------- | ------------- | ---------- |
| Łudogorec Razgrad                    | 2:1            | Zrinjski Mostar  | 1:0           | 1:1        |
| Legia Warszawa                       | 3:4            | F91 Dudelange    | 1:2           | 2:2        |
| Alaszkert                            | 0:7            | CFR Cluj         | 0:2           | 0:5        |
| Olimpija Lublana                     | 7:1            | HJK Helsinki     | 3:0           | 4:1        |
| Sheriff Tyraspol                     | 2:2 (br. wyj.) | Valur            | 1:0           | 1:2        |
| Cork City                            | 0:5            | Rosenborg BK     | 0:2           | 0:3        |
| Spartaks Jūrmala                     | 0:1            | Sūduva Mariampol | 0:1           | 0:0        |
| The New Saints F.C.                  | 1:5            | FC Midtjylland   | 0:2           | 1:3        |
| Hapoel Beer Szewa                    | 3:5            | APOEL Nikozja    | 2:2           | 1:3        |
| Torpedo Kutaisi                      | 5:4            | Kukësi           | 5:2           | 0:2        |
| Po lewej gospodarz pierwszego meczu. |                |                  |               |            |

### Pierwsze mecze
| 19 sierpnia 2018 | Łudogorec Razgrad | 1:0   | Zrinjski Mostar |                                                                 |
| 19:00 CET        | Moți 16'          | (1:0) |                 | Łudogorec Arena, Razgrad Widzów: 3 574 Sędzia: Witalij Mieszkow |

| 29 sierpnia 2018 | Legia Warszawa | 1:2   | F91 Dudelange                 |                                                                        |
| 21:00 CET        | Carlitos 27'   | (1:1) | 24' Clément · 61' (k.) Turpel | Stadion Wojska Polskiego, Warszawa Widzów: 9 923 Sędzia: Halis Özkahya |

| 39 sierpnia 2018 | Alaszkert | 0:2   | CFR Cluj              |                                                                 |
| 18:00 CET        |           | (0:1) | 5', 49' (k.) Țucudean | Stadion Hanrapetakan, Erywań Widzów: 9 000 Sędzia: Serhij Bojko |

| 49 sierpnia 2018 | Olimpija Lublana                     | 3:0   | HJK Helsinki |                                                              |
| 20:00 CET        | Abass 38', 58' · Kronaveter 49' (k.) | (1:0) |              | Stadion Stožice, Lublana Widzów: 4 900 Sędzia: Benoît Millot |

| 59 sierpnia 2018 | Sheriff Tyraspol | 1:0   | Valur |                                                               |
| 19:00 CET        | Badibanga 85'    | (0:0) |       | Sheriff Stadium, Tyraspol Widzów: 4 803 Sędzia: Arnold Hunter |

| 69 sierpnia 2018 | Cork City | 0:2   | Rosenborg BK  |                                                          |
| 20:45 CET        |           | (0:2) | 22', 44' Levi | Turners Cross, Cork Widzów: 5 488 Sędzia: Petr Ardeleánu |

| 79 sierpnia 2018 | Spartaks Jūrmala | 0:1   | Sūduva Mariampol |                                                               |
| 18:00 CET        |                  | (0:0) | 52' Finkler      | Stadion Skonto, Ryga Widzów: 1 435 Sędzia: Thorvaldur Árnason |

| 89 sierpnia 2018 | The New Saints F.C. | 0:2   | FC Midtjylland  |                                                                  |
| 20:45 CET        |                     | (0:2) | 9', 27' Onuachu | Cardiff City Stadium, Cardiff Widzów: 863 Sędzia: Peter Kralovič |

| 99 sierpnia 2018 | Hapoel Beer Szewa            | 2:2   | APOEL Nikozja                    |                                                                |
| 19:00 CET        | Ugochukwu 42' · Nwakaeme 70' | (1:2) | 13' (k.) Morais · 28' Dellatorre | Turner Stadium, Beer Szewa Widzów: 9 311 Sędzia: Aleksei Eskov |

| 109 sierpnia 2018 | Torpedo Kutaisi                                               | 5:2   | Kukësi                     |                                                                               |
| 19:00 CET         | Kukhianidze 2', 15' · Marin 28' · Kimadze 31' · Kapanadze 86' | (4:1) | 22' Harba · 88' (k.) Plaku | Stadion im. Micheila Meschiego, Tbilisi Widzów: 4 521 Sędzia: Alan Mario Sant |

### Rewanże
| 116 sierpnia 2018 | Zrinjski Mostar | 1:1   | Łudogorec Razgrad |                                                                 |
| 20:00 CET         | Bilbija 90+2'   | (0:1) | Keșerü 24'        | Stadion Pecara, Široki Brijeg Widzów: 3 500 Sędzia: Bas Nijhuis |

| 216 sierpnia 2018 | F91 Dudelange           | 2:2   | Legia Warszawa |                                                                      |
| 20:00 CET         | Stumpf 7' · Stélvio 17' | (2:1) | Kanté 33', 86' | Stade Josy Barthel, Luksemburg Widzów: 2 000 Sędzia: Iwajło Stojanow |

| 316 sierpnia 2018 | CFR Cluj                                                      | 5:0   | Alaszkert |                                                                                                  |
| 19:30 CET         | Culio 19' (k.) · Omrani 45+1', 62' · Hoban 58' · Mailat 90+2' | (2:0) |           | Stadion im. dr. Constantina Rădulescu, Kluż-Napoka Widzów: 5 500 Sędzia: Vilhjálmur Thórarinsson |

| 416 sierpnia 2018 | HJK Helsinki   | 1:4   | Olimpija Lublana                                                   |                                                                   |
| 18:00 CET         | Chrisantus 85' | (0:1) | Abass 20' · Avramovski 72' · Rafinha 75' (sam.) · Brkić 90+2' (k.) | Telia 5G -areena, Helsinki Widzów: 4 127 Sędzia: Jewhen Aranowski |

| 516 sierpnia 2018 | Valur                              | 2:1   | Sheriff Tyraspol |                                                         |
| 22:00 CET         | Sigurðsson 40' · Halldórsson 90+1' | (1:0) | Badibanga 68'    | Hlíðarendi, Reykjavík Widzów: 1 224 Sędzia: Marco Fritz |

| 616 sierpnia 2018 | Rosenborg BK                                | 3:0   | Cork City |                                                                                  |
| 20:45 CET         | Šerbečić 26' · Søderlund 34' · Trondsen 58' | (2:0) |           | Lerkendal Stadion, Trondheim Widzów: 8 028 Sędzia: Mads-Kristoffer Kristoffersen |

| 716 sierpnia 2018 | Sūduva Mariampol | 0:0   | Spartaks Jūrmala |                                                                       |
| 19:00 CET         |                  | (0:0) |                  | ARVI Futbolo Arena, Mariampol Widzów: 2 417 Sędzia: Ole Hobber Nilsen |

| 816 sierpnia 2018 | FC Midtjylland               | 3:1   | The New Saints F.C. |                                                       |
| 19:00 CET         | George 16' · Okosun 62', 80' | (1:1) | Ebbe 22'            | MCH Arena, Herning Widzów: 4 368 Sędzia: Irfan Peljto |

| 916 sierpnia 2018 | APOEL Nikozja               | 3:1   | Hapoel Beer Szewa |                                                                |
| 19:00 CET         | Caju 64' · Souza 79', 90+3' | (0:1) | Basat 19'         | Stadion GSP, Nikozja Widzów: 10 891 Sędzia: Mattias Gestranius |

| 1016 sierpnia 2018 | Kukësi                       | 2:0   | Torpedo Kutaisi |                                                                  |
| 19:00 CET          | Reginaldo 29' (k.), 75' (k.) | (1:0) |                 | Stadiumi Ruzhdi Bizhuta, Elbasan Widzów: 200 Sędzia: Alain Bieri |

## Runda play-off

### Uczestnicy
Do startu w Rundzie play-off kwalifikacji Ligi Europy w ścieżce mistrzowskiej uprawnionych było 16 drużyn. (6 z III rundy kwalifikacji Ligi Mistrzów dla mistrzów oraz 10 z poprzedniej rundy).

### Podział na koszyki
Przegrani dwumeczów III rundy kwalifikacyjnej dla mistrzów, zostali uznani za zespoły rozstawione, natomiast zespoły, które wygrają swoje dwumecze w III rundzie kwalifikacyjnej Ligi Europy dla mistrzów, zostały uznane za zespoły nierozstawione.
| Drużyny rozstawione    |
| Drużyna                |
| Szkendija Tetowo       |
| FK Astana              |
| Spartak Trnawa         |
| Drużyny nierozstawione |
| Drużyna                |
| APOEL Nikozja          |
| F91 Dudelange          |
| Rosenborg BK           |
| Olimpija Lublana       |
| CFR Cluj               |

| Drużyny rozstawione    |
| Drużyna                |
| Celtic                 |
| Qarabağ FK             |
| Malmö FF               |
| Drużyny nierozstawione |
| Drużyna                |
| Łudogorec Razgrad      |
| Sheriff Tyraspol       |
| FC Midtjylland         |
| Torpedo Kutaisi        |
| Sūduva Mariampol       |

### Pary Rundy play-off
| Drużyna 1                            | Wynik dwumeczu | Drużyna 2         | Pierwszy mecz | Drugi mecz  |
| ------------------------------------ | -------------- | ----------------- | ------------- | ----------- |
| Olimpija Lublana                     | 1:3            | Spartak Trnawa    | 0:2           | 1:1         |
| APOEL Nikozja                        | 1:1 (k. 1:2)   | FK Astana         | 1:0           | 0:1 (dogr.) |
| Rosenborg BK                         | 5:1            | Szkendija Tetowo  | 3:1           | 2:0         |
| F91 Dudelange                        | 5:2            | CFR Cluj          | 2:0           | 3:2         |
| Sūduva Mariampol                     | 1:4            | Celtic            | 1:1           | 0:3         |
| Sheriff Tyraspol                     | 1:3            | Qarabağ FK        | 1:0           | 0:3         |
| Malmö FF                             | 4:2            | FC Midtjylland    | 2:2           | 2:0         |
| Torpedo Kutaisi                      | 0:5            | Łudogorec Razgrad | 0:1           | 0:4         |
| Po lewej gospodarz pierwszego meczu. |                |                   |               |             |

### Pierwsze mecze
| 123 sierpnia 2018 | Olimpija Lublana | 0:2   | Spartak Trnawa                   |                                                             |
| 20:30 CET         |                  | (0:2) | 23' (k.) Bakoš · 35' (sam.) Ilič | Stadion Stožice, Lublana Widzów: 7 500 Sędzia: Craig Pawson |

| 223 sierpnia 2018 | APOEL Nikozja | 1:0   | FK Astana |                                                            |
| 19:00 CET         | Caju 79'      | (0:0) |           | Stadion GSP, Nikozja Widzów: 12 855 Sędzia: Daniel Siebert |

| 323 sierpnia 2018 | Rosenborg BK                         | 3:1   | Szkendija Tetowo |                                                                  |
| 20:45 CET         | Jebali 11' · Bendtner 15' · Levi 44' | (3:0) | 76' Júnior       | Lerkendal Stadion, Trondheim Widzów: 8 767 Sędzia: Orel Grinfeld |

| 423 sierpnia 2018 | F91 Dudelange           | 2:0   | CFR Cluj |                                                                     |
| 20:00 CET         | Turpel 67' · Sinani 80' | (0:0) |          | Stade Josy Barthel, Luksemburg Widzów: 2 556 Sędzia: Andreas Ekberg |

| 523 sierpnia 2018 | Sūduva Mariampol | 1:1   | Celtic    |                                                                |
| 19:00 CET         | Verbickas 13'    | (1:1) | 3' Ntcham | ARVI Futbolo Arena, Mariampol Widzów: 5 100 Sędzia: Ivan Bebek |

| 623 sierpnia 2018 | Sheriff Tyraspol | 1:0   | Qarabağ FK |                                                                |
| 19:00 CET         | Kapić 8'         | (1:0) |            | Sheriff Stadium, Tyraspol Widzów: 5 073 Sędzia: Harald Lechner |

| 723 sierpnia 2018 | Malmö FF                      | 2:2   | FC Midtjylland           |                                                                |
| 19:15 CET         | Rosenberg 12' · Antonsson 25' | (2:0) | 60' Wikheim · 77' Okosun | Swedbank Stadion, Malmö Widzów: 11 487 Sędzia: Srđan Jovanović |

| 823 sierpnia 2018 | Torpedo Kutaisi | 0:1   | Łudogorec Razgrad |                                                                              |
| 18:00 CET         |                 | (0:1) | 45+1' Wanderson   | Stadion im. Micheila Meschiego, Tbilisi Widzów: 17 869 Sędzia: Hüseyin Göçek |

### Rewanże
| 130 sierpnia 2018 | Spartak Trnawa | 1:1   | Olimpija Lublana |                                                             |
| 20:30 CET         | Godál 12'      | (1:1) | 42' Kapun        | Stadion im. Antona Malatinskiego, Trnawa Sędzia: Luca Banti |

| 230 sierpnia 2018 | FK Astana                                                            | 1:0 (pd.)          | APOEL Nikozja                                                                |                                           |
| 16:00 CET         | Henrique 16' (k.)                                                    | (1:0, 1:0, k. 2:1) |                                                                              | Astana Arena, Astana Sędzia: Jakob Kehlet |
| 16:00 CET         | · Richard Almeida · Marin Aničić · Pedro Henrique · Abzał Bejsebekow | Rzuty karne        | · Nuno Morais · Tomás De Vincenti · Jeorjos Efrem · Dellatorre · Lucas Souza | Astana Arena, Astana Sędzia: Jakob Kehlet |

| 330 sierpnia 2018 | Szkendija Tetowo | 0:2   | Rosenborg BK                  |                                                                             |
| 20:15 CET         |                  | (0:0) | 67' Hovland · 84' Reginiussen | Arena Narodowa im. Filipa II Macedońskiego, Skopje Sędzia: Aleksei Kulbakov |

| 430 sierpnia 2018 | CFR Cluj               | 2:3   | F91 Dudelange                |                                                                         |
| 19:00 CET         | Tambe 85' · Omrani 88' | (0:0) | 51', 54' Sinani · 78' Turpel | Stadion im. dr. Constantina Rădulescu, Kluż-Napoka Sędzia: Davide Massa |

| 530 sierpnia 2018 | Celtic                                  | 3:0   | Sūduva Mariampol |                                             |
| 21:00 CET         | Griffiths 27' · McGregor 53' · Ajer 61' | (1:0) |                  | Celtic Park, Glasgow Sędzia: Georgi Kabakow |

| 630 sierpnia 2018 | Qarabağ FK                              | 3:0   | Sheriff Tyraspol |                                                                             |
| 19:00 CET         | Medvedev 9' · Guerrier 42' · Ozobić 55' | (2:0) |                  | Stadion Republikański im. Tofiqa Bəhramova, Baku Sędzia: Ałeksandar Stawrew |

| 730 sierpnia 2018 | FC Midtjylland | 0:2   | Malmö FF                      |                                             |
| 19:15 CET         |                | (0:1) | 32' Antonsson · 79' Rosenberg | MCH Arena, Herning Sędzia: Serdar Gözübüyük |

| 830 sierpnia 2018 | Łudogorec Razgrad                                 | 4:0   | Torpedo Kutaisi |                                                     |
| 19:00 CET         | Misidjan 6' · Campanharo 38', 56' · Wanderson 62' | (2:0) |                 | Łudogorec Arena, Razgrad Sędzia: Mattias Gestranius |